# 장생포고래박물관
장생포고래박물관은 울산광역시에 있는 국립 박물관이다.

## 연혁
- 2003년 11월 장생포 해양공원 부지사용 확정
- 2003년 12월 설계완료
- 2004년 1월 기공식 및 공사착공
- 2004년 8월 건축골조공사 완료
- 2004년 11월 인테리어 및 전시물 설치공사 착공
- 2005년 3월 전시물 및 인테리어 분야 공사 준공
- 2005년 4~5월 개관준비 및 시범운영
- 2005년 5월 31일 개관

## 교통
- 시외ㆍ고속버스 이용시
  - 택시 : 터미널→여천오거리→신여천사거리(좌회전)→매암사거리(직진)→장생포고래박물관
  - 시내버스 : 시외ㆍ고속버스터미널에서 246번 승차→장생포고래박물관
  - 신복로터리에서 406번 승차→장생포고래박물관
  - 학성공원ㆍ태화로터리(시청방면)에서 256번 승차→장생포고래박물관
  - 병영사거리에서 246번, 256번 승차→장생포고래박물관

- 기차 이용시
  - 택시 : 태화강역→여천오거리(직진)→신여천사거리(좌회전)→매암사거리(직진)→장생포고래박물관
  - 시내버스 : 태화강역에서 1104번, 1114번, 117번, 708번 승차→시외ㆍ고속버스터미널에서 하차→246번 승차→장생포고래박물관

- 비행기 이용시
  - 택시 : 울산공항→효문사거리→태화강역→여천오거리(직진)→신여천사거리(좌회전)→매암사거리(직진)→장생포고래박물관
  - 시내버스 : 울산공항에서 1402번, 412번, 432번 승차→공업탑에서 하차→256번, 406번 승차→장생포고래박물관

- KTX 이용시
  - 울산역으로 문의

## 시설
- 1층 - 어린이체험관, 자료열람실, 수유실/유아놀이방
- 2층 - 포경역사관, 매점(고래사랑쉼터)
- 3층 - 귀신고래관, 고래해체장 복원관
- 야외전시물 - 포경선
- 부대시설 - 기념품 판매소

## 같이 보기
- 대한민국의 박물관과 미술관 목록
- 포털:대한민국
- 울산박물관
- 울산과학관